# Brett Goode
Brett Goode (Fort Smith, 2 novembre 1984) è un giocatore di football americano, di nazionalità statunitense, che gioca nel ruolo di long snapper per i Green Bay Packers della National Football League (NFL). Dopo non essere stato scelto nel Draft NFL 2007 firmò con i Jacksonville Jaguars. Al college ha giocato a football all'Università dell'Arkansas.

## Carriera professionistica

### Jacksonville Jaguars
Dopo non essere stato selezionato nel Draft 2007, Goode firmò coi Jaguars in qualità di free agent. Partecipò al loro training camp fino a quando fu svincolato il 20 agosto. Rifirmò con Jacksonville il 5 marzo 2008 ma fu nuovamente svincolato il 16 giugno.

### Green Bay Packers
Il 1º settembre 2008, i Packers firmarono Goode dopo che il long snapper titolare J. J. Jansen subì un infortunio al ginocchio che pose termine alla sua stagione. Il 7 gennaio 2011, Goode firmò con Green Bay un'estensione contrattuale. Il 6 febbraio 2011, giorno del Super Bowl XLV, grazie alla vittoria di Green Bay sui Pittsburgh Steelers 31-25 che riportò il Lombardi Trophy nel Wisconsin dopo 14 anni, Goode si laureò campione NFL.

## Palmarès
- Super Bowl : 1

Green Bay Packers: Super Bowl XLV
- National Football Conference Championship: 1

Green Bay Packers: 2010

## Statistiche
| Partite totali             | 60 |
| Partite totali da titolare | 0  |
| Tackle totali              | 10 |
| Fumble recuperati          | 1  |